# 河野豊輝
河野 豊輝（かわの とよき、1949年5月11日 - ）は、日本の実業家。福岡県出身。三井住建道路相談役・元代表取締役会長。三井住友建設元代表取締役副社長。

## 人物・経歴
福岡県出身。1973年上智大学経済学部経営学科卒業。同年4月、三井建設株式会社に入社。2001年同社経営企画本部経営企画部長。2004年同社執行役員。2005年同社常務取締役常務執行役員。2007年同社取締役専務執行役員。2010年同社代表取締役執行役員副社長。2012年三井住建道路株式会社特別顧問。同年6月、同社代表取締役会長。2014年同社相談役。